# Туристичко-рекреативни комплекс Мањача
| Туристичко-рекреативни комплекс Мањача |                                                                                            |
|                                        |                                                                                            |
| Оснивач:                               | Центар за развој пољопривреде и села ; Туристичка организација ; Градска развојна агенција |
| Основано:                              | 2020.                                                                                      |
| Седиште:                               | Језеро Шљивно, · Бања Лука Република Српска                                                |
| Веб презентација                       |                                                                                            |
| Контакт:                               |                                                                                            |

Туристичко-рекреативни комплекс Мањача је простор удаљен од Бање Луке 22 километра, отворен 2020. године, код вештачког језера Шљивно, који се користи за спорт и рекреацију. Комплекс представља и градско излетиште.

## Историјат
Пројект изградње Туристичко-рекреативног комплекса Мањача је резултат сарадње бањалучког Центра за развој пољопривреде и села, Туристичке организације и Градске развојне агенције.
Простор је до посљедњег рата служио за обуку амфибијских возила некадашње ЈНА, а од тада до отварања комплекса био неуредан и запуштен.
Прве фазе радова на језеру су завршене, а даљи развој активности укључује и изградњу кошаркашких и одбојкашких терена, концертне бине, викенд насеља и инсталацију извиђачких кампова.

## Локација
Туристичко-рекреативни комплекс Мањача се налази на Мањачи, код локације вештачког језера Шљивно. 
Ту је још и неколико понорница, простор обилује пропланцима и стазама кроз шумовити део предела.

## Намена
Грађани, гости и туристи су у могућности да уживају у природи, током летњих месеци на језеру Шљивно да се купају.
Отварањем комплекса пружене су могућности за развој сеоског туризама, лова и риболова, као и здравственог, манифестациониг, рекреативно-спортског туризама, у оквиру којег се могу организовати едукативни кампови. Простор се може искористити за екстремне спортове, бициклизам, параглајдинг, планински рели, џипијаде…

## Спаљашње везе
- Turističko-rekreativni kompleks “Manjača”
- "Manjača kao turističko-rekreativni kompleks" u funkciji od proljeća
- Туристичко-рекреативни центар Мањача: За опремање потребна два милиона КМ
- Туристичко-рекреативни центар „Мањача“: Припремљени додатни садржаји за посјетиоце
- Turističko-rekreativni centar „Manjača“: Pripremljeni dodatni sadržaji za posjetioce